# Uning Pegantungen
Uning Pegantungen is een bestuurslaag in het regentschap Aceh Tengah van de provincie Atjeh, Indonesië. Uning Pegantungen telt 448 inwoners (volkstelling 2010).